# Friedrich von Parrot
Johann Jacob Friedrich Wilhelm von Parrot (14 de octubre de 1792, Karlsruhe - 15 de enero de 1841) fue un médico, alpinista,  naturalista y gran viajero. Era hijo de Georges-Frédéric Parrot, el primer rector de la Universidad de Tartu (1767-1852). Fue profesor de Historia natural y de Filosofía en la "Universidad imperial de Dorpat" (hoy Tartu) en Estonia bajo el reinado del Zar Alexandre Ier, amigo de su padre.
Después de haber cartografiado el Cáucaso en 1811, a la edad de 20 años, sirvió en el ejército del zar contra Napoléon. Posteriormente, ya como cirujano, es admitido en 1816 en la Academia de las Ciencias de San Petersburgo.
En 1829, fue comisionado por el Zar Nicolás I para buscar evidencias del Arca de Noé, acompañado del escritor armenio Khachatur Abovian  realizó una expedición al monte Ararat, en ese entonces bajo dominio del Imperio ruso, la expedición muy bien organizada con base en Armenia fue la primera expedición científica en ascender dicha montaña y lograr su cumbre después de dos fallidos intentos debido al intenso frío y las avalanchas de peñascos. Sin embargo, no se logró el objetivo arqueológico ni se halló prueba alguna del barco bíblico.

## Obra
- Reise in die Krim und den Kaukasus. Berlín 1815–18, 2 vols.

- Reise in die Pyrenäen. Berlín 1823

- Reise zum Ararat. Berlín 1834, 2 vols.

## Honores

### Eponimia
- El cráter lunar Parrot lleva este nombre en su memoria.[4]

- El género Parrotia C.A.Mey. se nombra en su honor.

- La abreviatura «Parrot» se emplea para indicar a Friedrich von Parrot como autoridad en la descripción y clasificación científica de los vegetales.[5]

## Literatura
- J. F. von Recke, K. E. Napiersky. Escritores y académicos léxico general de las provincias, vol. 3, Johann Friedrich Steffenhagen und Sohn, Mitau 1831, pp. 374–376

- Friedrich Busch. El príncipe Carlos, Universidad Imperial de Dorpat y Lieven, E.J. Karow, Dorpat 1846, pp. 149

- Album academicum der Kaiserlichen Universität Dorpat, Dorpat 1889